# Медаль «За образцовую службу» (Сирия)
Медаль «За долгую и безупречную службу» — государственная награда Сирийской Арабской Республики.

## История
Медаль «За долгую и безупречную службу» была учреждена законодательным декретом от 6 января 1962 года за № 112 для вознаграждения унтер-офицерского или рядового состава за безупречную службу в течение минимум 15 лет, при этом необходимо документально-подтверждённые факты безупречного служения.

## Описание
Медаль изготавливается из бронзы и представляет собой шестнадцатиконечную звезду, восемь лучей которой в виде заострённого двугранного лучика, и восемь — в виде пучка (сияния) пирамидально расположенных разновеликих лучиков. В центре круглый медальон красной эмали с каймой в виде лаврового венка. В медальоне выступающие из за края три руки, держащие факел, флаг Сирии в цветных эмалях, саблю в обрамлении двух лавровых ветвей. Изображения позолочены, сабля — серебрение.
Существует несколько типов изображений флага Сирии в медали, по мере принятия нового государственного флага.
Медаль при помощи кольца крепится к ленте.
 Лента красного цвета с широкой (7 мм) золотистой полосой по центу, обременённой по краям белыми полосками, и двумя золотистыми полосками (3 мм.) обременёнными белыми полосками по краям, отстающими от края ленты на 3 мм.